# Xysticus nitidus
Xysticus nitidus är en spindelart som beskrevs av Hu 200. Xysticus nitidus ingår i släktet Xysticus och familjen krabbspindlar. Inga underarter finns listade i Catalogue of Life.